# 3122 Florence
3122 Florence је Амор астероид са средњом удаљеношћу од Сунца која износи 1,768 астрономских јединица (АЈ).
Апсолутна магнитуда астероида је 14,2.